# Gare de Nangis
La gare de Nangis est une gare ferroviaire française de la ligne de Paris-Est à Mulhouse-Ville située sur le territoire de la commune de Nangis, dans le département de Seine-et-Marne en région Île-de-France.
La station est mise en service le 9 février 1857 par la compagnie des chemins de fer de l'Est, lorsqu'elle ouvre la section de Nogent - Le Perreux à Nangis. C'est aujourd'hui une gare de la Société nationale des chemins de fer français (SNCF) desservie par les trains du réseau Transilien Paris-Est (ligne P).

## Situation ferroviaire

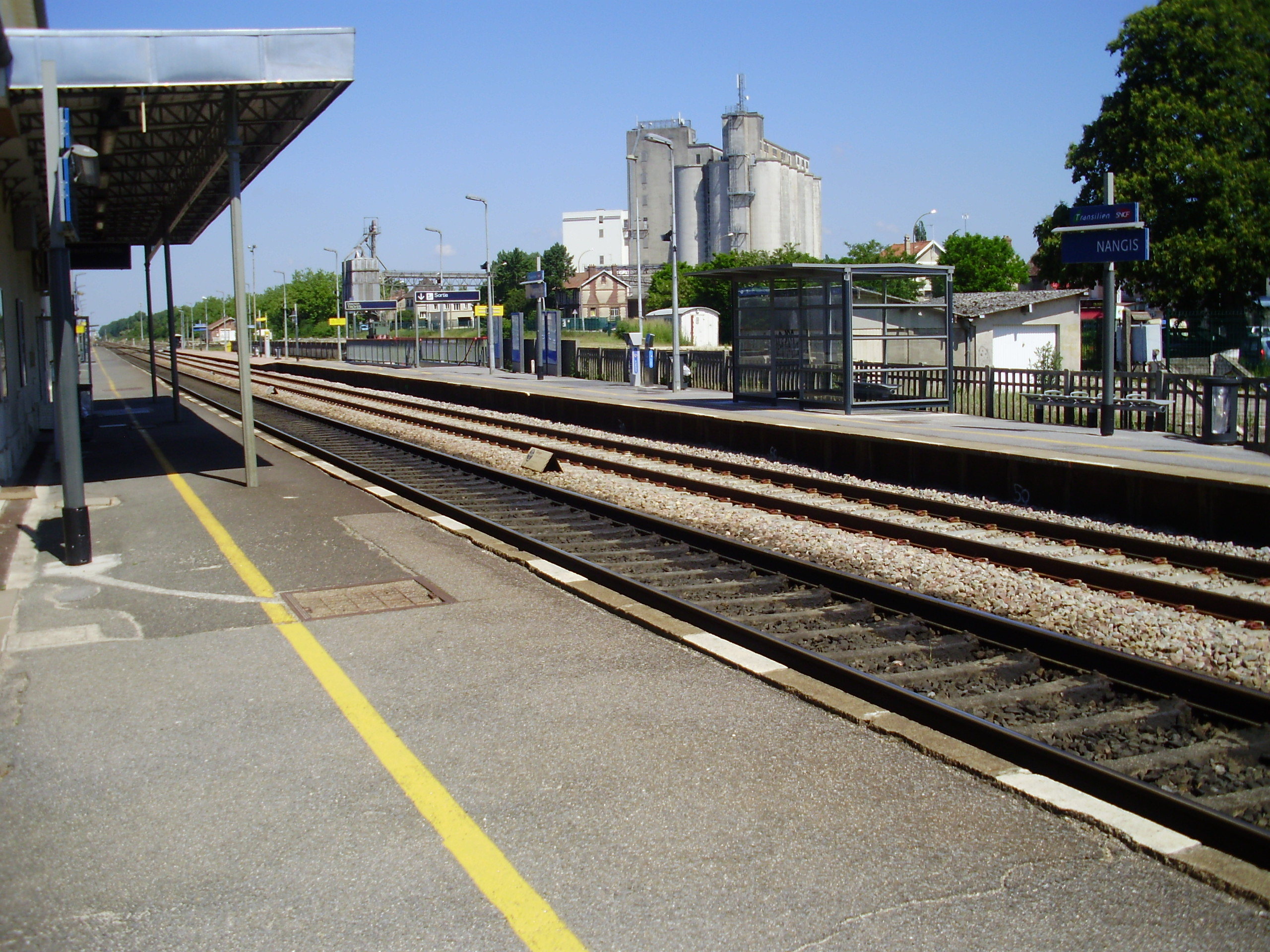
Voies et quais en regardant vers Paris, avec en arrière-plan le silo.

Établie à 125 m d'altitude, la gare de Nangis est située au point kilométrique (PK) 69,330 de la ligne de Paris-Est à Mulhouse-Ville, entre les gares ouvertes de Mormant et de Longueville. Au début du XXe siècle, la gare de Nangis se situait entre la gare de Grandpuits et la halte de Rampillon, toutes deux fermées depuis.
Immédiatement à l'est de la gare existe un passage à niveau. Le 21 avril 2015, un camion, immobilisé sur celui-ci, a été percuté par un train Intercités assurant la relation Belfort – Paris-Est. Le train, qui transportait 350 voyageurs, a déraillé mais ne s'est pas couché. Les pompiers ont dénombré sept blessés légers et un blessé grave.

## Histoire

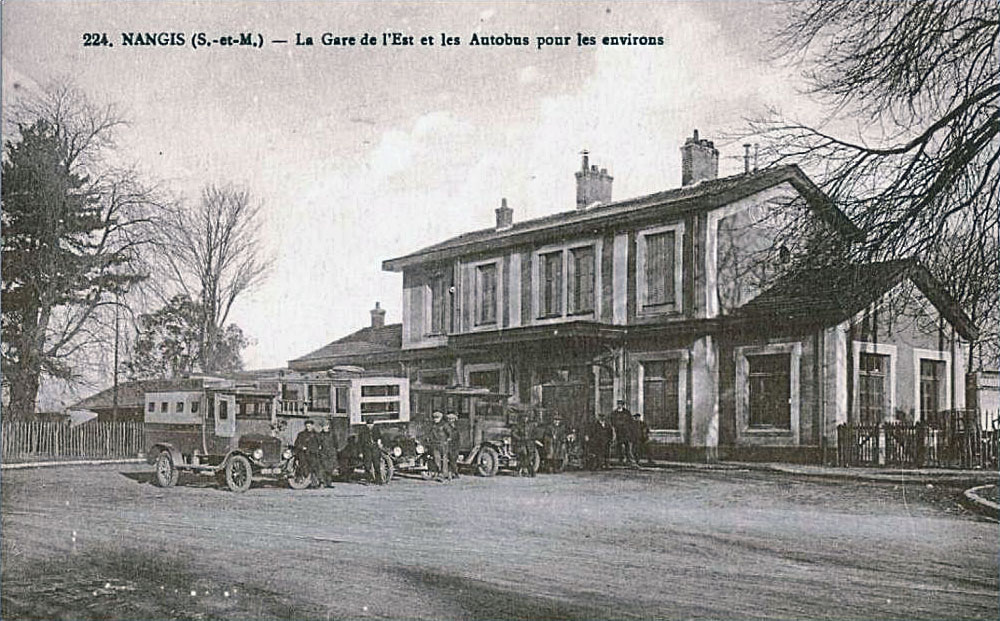
Nangis - La gare de l'Est et les autobus pour les environs (vers 1900).

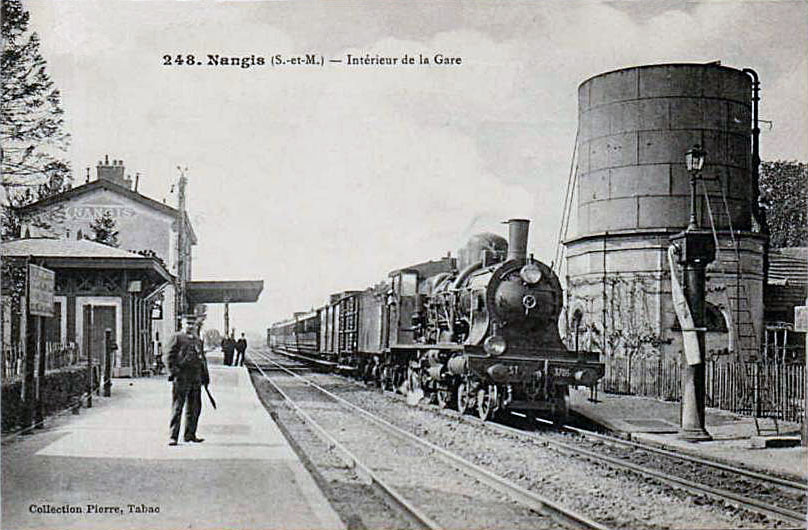
La gare de Nangis au début du XX.

### 1853 - 1857: projets pour Nangis
Lors de la séance du 21 avril 1853, le conseil municipal de Provins vote à l’unanimité en faveur de la réalisation du projet de ligne vers Mulhouse, et propose une subvention de 200 000 francs à condition que le chemin de fer passe par les communes de Coubert, Guignes, Mormant et Nangis. Le conseil municipal de Nangis, comme ceux de la plupart des communes concernées, exprime un vote favorable pour le projet tout comme le conseil d’arrondissement qui, dans une séance du 1er août 1853, émet le vœu suivant : « Le conseil joint ses vœux les plus ardents à ceux de la population de tout l’arrondissement pour la prompte exécution du chemin de fer de Paris à Mulhouse par les plateaux de la Brie en passant par Nangis et Provins ».
Même si la commune de Provins ne fut pas choisie pour être desservie par cette ligne, la commune de Nangis obtint l'accord de l'État pour sa desserte. Cependant la desserte de Nangis fut très difficile à obtenir. Une lettre de la commune est adressée à l'empereur Napoléon III pour le supplier de bien vouloir accepter le projet.
L'annuaire de Seine-et-Marne annonce dès 1854, la future création de la ligne.

### 1857 - 1902: les débuts de la gare
La compagnie des chemins de fer de l'Est met en service la station de Nangis lors de l'ouverture au service commercial, le 9 février 1857, de la section de Nogent - Le Perreux à Nangis. Cette section est ouverte avec une seule voie, la deuxième n'étant mise en service que le 23 avril, deux jours avant celle de la section suivante de Nangis à Flamboin le 25 avril 1857.
En 1866, le prix des places pour Paris au départ de la station est de 7,20 fr en première classe, 5,35 fr en deuxième classe et 3,85 fr en troisième classe. En 1877, les tarifs passent à 7,90 fr en première classe, 5,85 fr en deuxième classe et 4,20 fr en troisième classe pour une distance de 70 km de la capitale.
Le 25 juillet 1859, l'empereur Napoléon III se rend à l'inauguration de la nouvelle ligne et la commune de Nangis obtient que le train qui transporte le chef de l'État s'arrête une minute à la gare. La lettre envoyée six ans auparavant a fortement contribué à l'obtention de cette faveur pour la commune de Nangis qui ne comptait alors pas plus de 2 242 habitants. De nombreux militaires sont sur les quais pour l'apercevoir. En 1939, J.J. Pichard fera un dessin de cet évènement, en montrant sur les quais une petite fille donnant un bouquet de fleurs à l'empereur avec un train à vapeur derrière ce dernier.

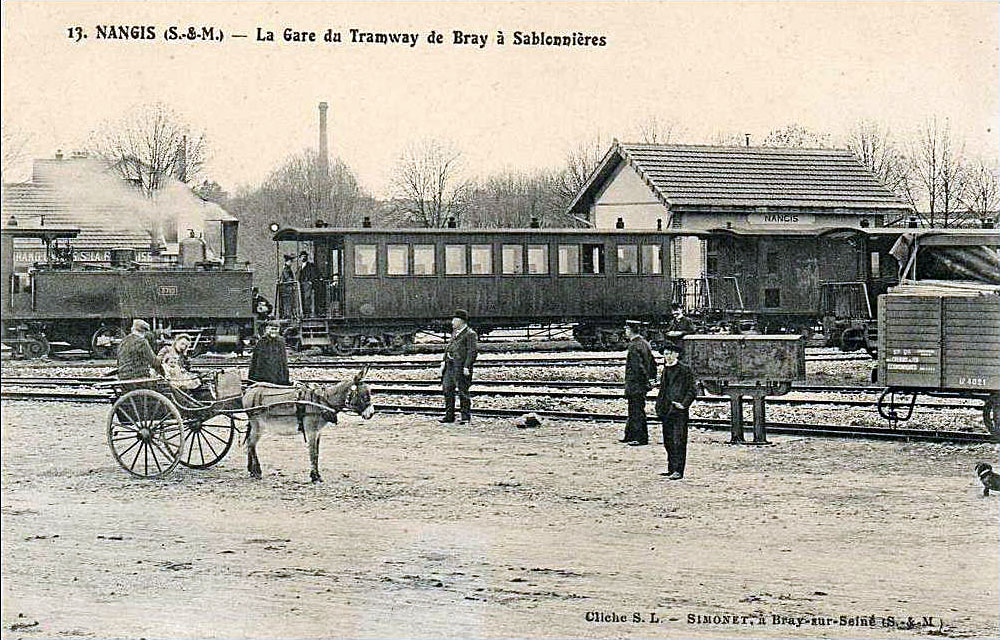
La gare du tramway de Bray à Sablonnières.

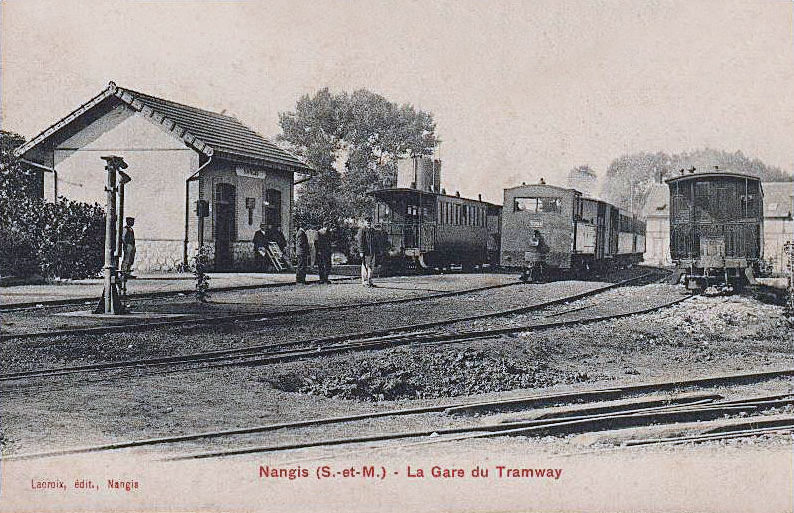
Autre plan de la gare de tramway.

### 1902 - 1945: l'apogée
En 1902, la gare prend de l'importance avec l'ajout d'une nouvelle ligne, mais cette fois une ligne de tramway. Cette ligne allait de Jouy-le-Châtel à Nangis. Elle fut prolongée en 1904, de Nangis à Bray-sur-Seine.
Le 22 septembre 1912, de nombreuses personnes se regroupent sur les quais de la gare. Le colonel Auguste Édouard Hirschauer est également présent. Ce regroupement est dû à l'inauguration d'un monument érigé dans une commune à proximité en l'honneur du capitaine aviateur Camine.
En 1936, la gare est desservie par un service de banlieue dont le dernier arrêt est la gare de Longueville. Durant la période d'hiver, la gare est desservie chaque jour ouvrable par neuf allers-retours.

### 1945 - 2007: déclin de la gare
Depuis le début du XXe siècle, la multiplication de l'utilisation des transports routiers entraîne la fermeture de nombreuses lignes secondaires en Seine-et-Marne comme celles des tramways départementaux et la ligne de Flamboin-Gouaix à Montereau ou des tronçons peu fréquentés de lignes comme ceux de certaines sections de la ligne de Paris-Bastille à Marles-en-Brie et de la ligne de Gretz-Armainvilliers à Sézanne. De plus, l'arrivée de bus de plus en plus performants donne un coup de grâce à ces petites lignes. En effet, la nouveauté, l'impression de vitesse, le confort, la proximité des arrêts contrairement aux gares qui se situaient souvent très loin des centres-villes, font qu'une grande partie des voyageurs abandonnent le train pour les bus.
La gare de Nangis est, elle aussi, touchée par cette évolution. Les gares limitrophes de Rampillon en 1948 et celle de Grandpuits sont supprimées. De plus, en 1965, le tramway qui desservait Nangis ferme à son tour ce qui la laisse être la seule gare du canton encore ouverte.

### Dès 2007: amélioration

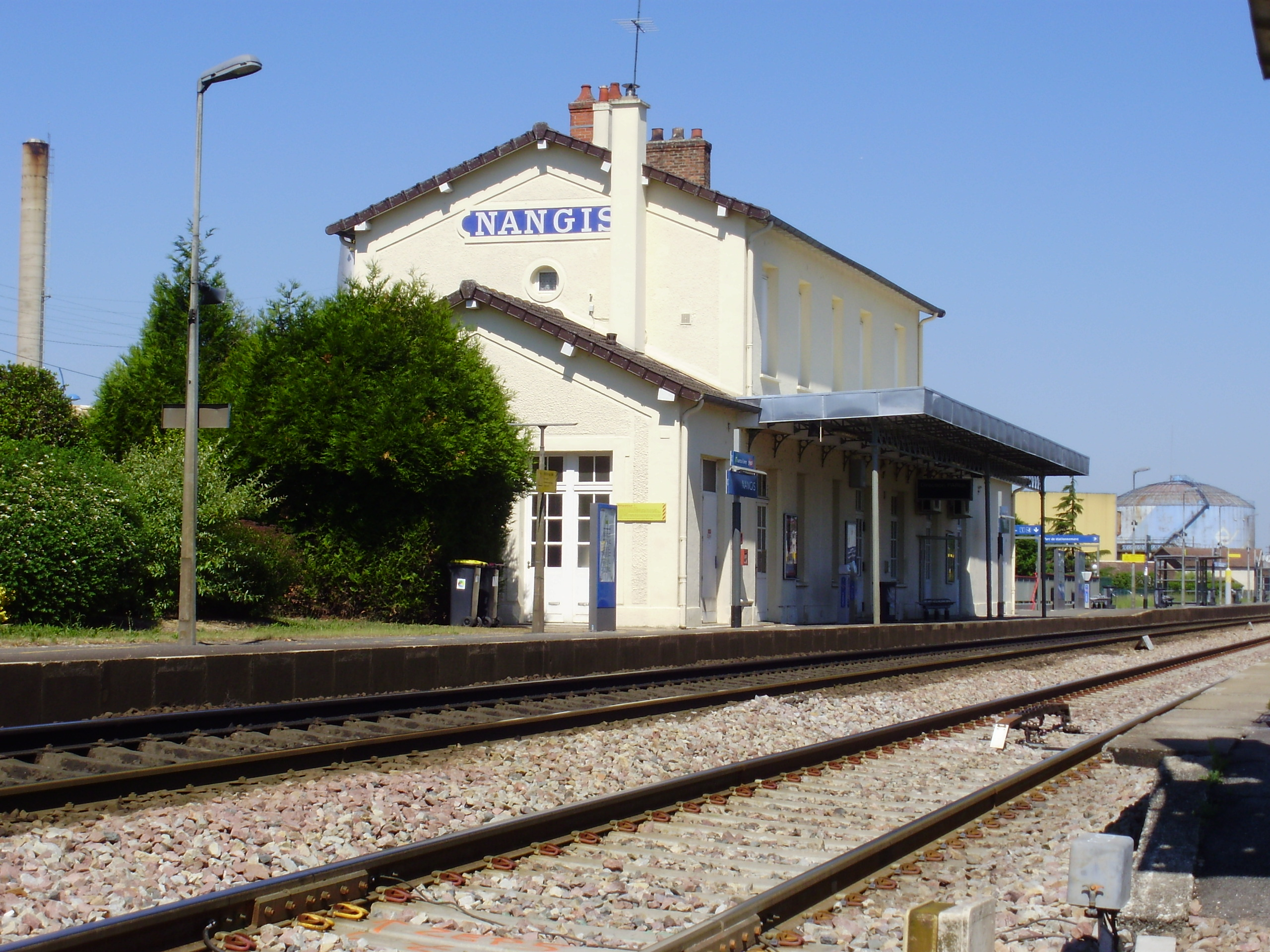
Bâtiment voyageurs, quai et voies.

Dès 2007, la gare de Nangis connaît quelques améliorations importantes, ce qui marque un changement avec les années précédentes. Ceci commence le 1er juillet 2007, par la suppression par le STIF des deux zones extérieures, la gare de Nangis passant de la zone 7 à la zone 6. En effet, Nangis étant à 70 km de la capitale, elle faisait partie de la zone 7 des transports en commun d'Île-de-France, ce qui revenait à ne payer plus que 116,40 euros par mois aux voyageurs utilisant les forfaits « Carte Orange ».
La multiplication des plaintes des voyageurs de la ligne incite la SNCF à effectuer de nombreuses modifications. Longtemps assurée par des éléments automoteurs doubles (EAD), la desserte de la gare a été reprise en 2004 par des RIB/RIO tractées par des BB 67400. Depuis le 2 février 2008, ces rames vieillissantes sont progressivement remplacées par des automoteurs bi-mode B 82500, dits « Bibi ». Ce changement de rames amorça la fin de la mise en sommeil de la gare commencée après la Seconde Guerre mondiale.
Depuis le 13 décembre 2009, la desserte de Nangis, cadencée, toute l'année, à la demi-heure aux heures de pointe et à l'heure aux heures creuses et le week-end, permet la circulation de trente-trois trains supplémentaires par semaine dans la gare. Tous les trains partent et aboutissent à Paris-Est et sont rendus directs depuis ou jusqu'à Verneuil-l'Étang, à la suite du prolongement des navettes Gretz-Armainvilliers - Provins et à la suppression de la desserte de la gare de Gretz-Armainvilliers. Pour les Provinois, le gain de temps est d'environ dix minutes.
Le 1er juillet 2011, la gare est reclassée en zone 5 à la suite de la suppression de la zone 6.
En 2017, la SNCF estime la fréquentation annuelle de cette gare à 956 382 voyageurs, contre 956 473 en 2016.

### Accident du 21 avril 2015
Le 21 avril 2015, à 8 h 40, un accident ferroviaire se produit avec un train Intercités, reliant Belfort à Paris-Est, qui percute un convoi exceptionnel surbaissé resté bloqué sur le passage à niveau no 41 qui se trouve à proximité immédiate de la gare. Le choc violent coupe la semi-remorque en deux, détruit une voiture et fait dérailler le train qui monte partiellement sur le quai de la gare. L'accident fait 40 blessés légers et trois graves, dont le conducteur du train. La locomotive et les sept voitures attelées sont fortement endommagées comme les installations du passage à niveau, les quais de la gare et 250 mètres de voie. La circulation ferroviaire est interrompue pendant quatre jours.

## Service des voyageurs

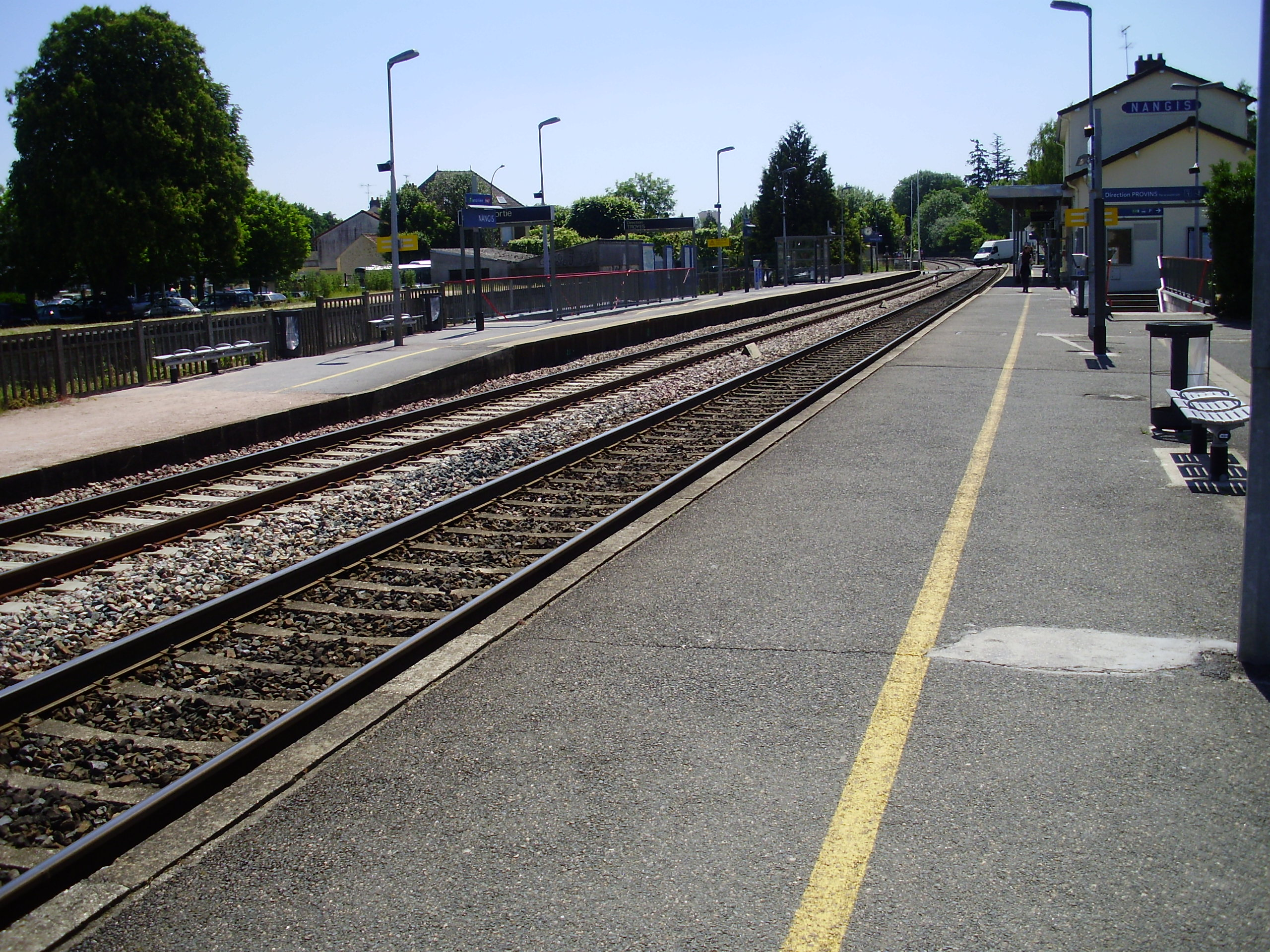
Voies et quais en regardant vers Longueville.

### Accueil
Gare SNCF du réseau Transilien elle offre divers services avec, notamment, une présence commerciale quotidienne, et des aménagements et services pour les personnes à mobilité réduite. Elle est équipée d'automates pour la vente des titres de transport (Transilien et Navigo).

### Desserte
La gare est desservie par les trains de la ligne P du Transilien (réseau Paris-Est).

### Intermodalité
Des parkings pour les véhicules sont aménagés dans l'environnement de la gare. La gare est desservie par les lignes 3213, 3215, 3216, 3218 et 7704 du réseau de bus Provinois - Brie et Seine et par les services de transport à la demande « TàD Nangis - Saint-Just » et « TàD Nangis - La Chapelle ».

## Projets
Un projet d'électrification entre la gare de Gretz et la gare de Troyes est prévu pour les objectifs de service 2015 - 2030 de la SNCF. La ligne serait électrifiée avec la partie Gretz-Armainvilliers - Troyes de la ligne Paris - Mulhouse. Cette opération est inscrite partiellement aux contrats de projets État-région (CPER) des régions Champagne-Ardenne et Île-de-France. Les objectifs de ce projet sont la modernisation et l'amélioration de la qualité de l’offre sur les relations Paris – Provins (et Paris – Troyes).
La SNCF compte aussi installer des écrans du système d'informations Infogare de la gare de Verneuil-l'Étang à la gare de Provins ainsi que dans l'ensemble des gares de la ligne P du Transilien.

## Galerie photographique

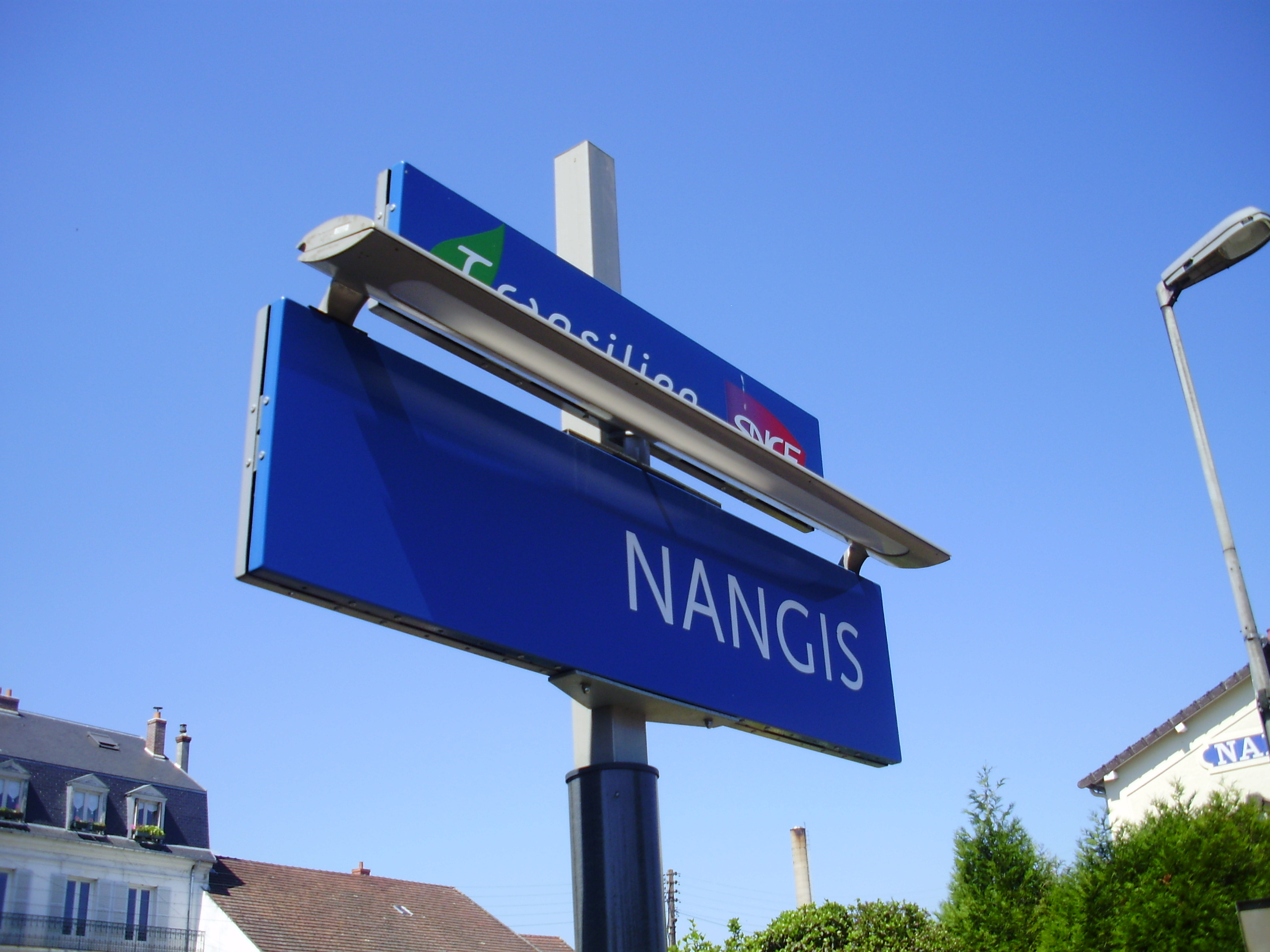
Panneau de la gare de Nangis.
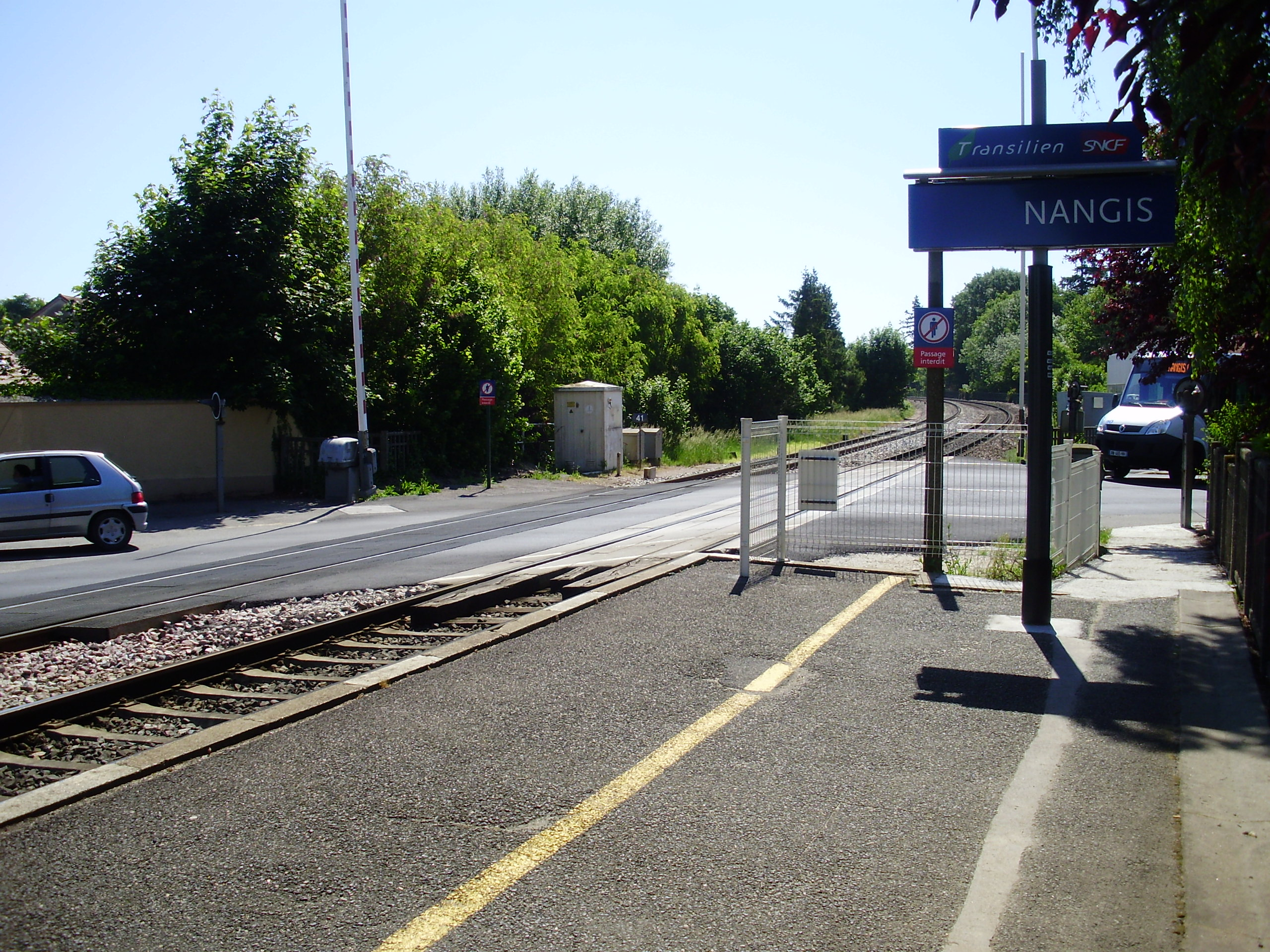
Le passage à niveau à l'extrémité des quais.
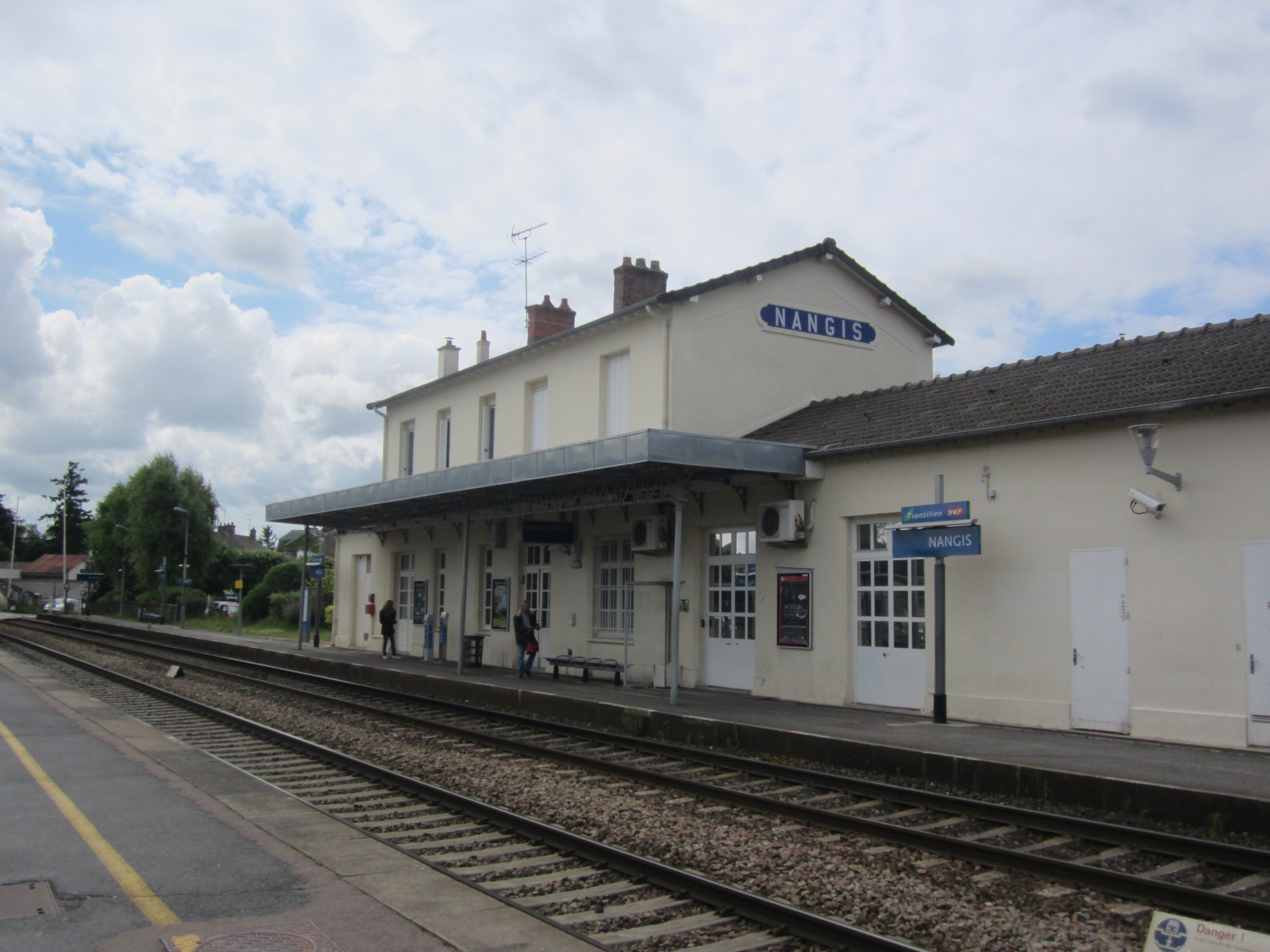
Le bâtiment voyageurs, vu du quai.